# عين كفاع
عين كفاع هي قرية تقع في قضاء جبيل في محافظة جبل لبنان وتبعد عن بيروت 52 كم، بنية على انقاض برج روماني قديم يكشف على سهل «الوطا» في القرية حيث يشتهر بزراعة الزيتون والعنب والتين والسفرجل وغيرها من الاشجار المثمرة ويوجد بها كنيسة مار روحانا.